# 波止濱站
波止濱站（日语：／ Hashihama eki */?）是位於日本愛媛縣今治市，隸屬於四國旅客鐵道（JR四國）的鐵路車站。車站編號為Y41。本站是愛媛縣最北端的車站，並且只有普通列車在此停靠。
本站鄰近來島海峽大橋，可連接至大島及本州尾道市，屬於近60公里長的西瀨戶自動車道一部份，是一條結合行人道和單車徑的高速公路，暱稱「島波海道」（しまなみ海道），遊人可以利用步行或騎單車方式，來往四國至本州。

## 車站結構
設有木製單層站舍一座，設有候車室、原票務處及站務員室、洗手間等設施。過往曾於候車大堂近改札口設有小型便利商店，但早於2000年代初期已停止營業，現時售賣亭更已被拆走。
另外，站舍於JR四國接手後曾經過翻新，最左邊的窗戶外圍以圍板圍封，並加上JR四國的標誌，右邊部份候車大堂亦遭拆去。
設有側式月台2個，有效長度為6輛。其中1號月台為主線，2號月台為副線，另外2號月台旁邊有半段保線用的路軌。月台之間以行人天橋連接。

### 月台配置
| 月台 | 路線    | 方向 | 目的地                     |
| ---- | ------- | ---- | -------------------------- |
| 1、2 | ■予讚線 | 上行 | 今治、伊予西條、高松方向   |
| 1、2 | ■予讚線 | 下行 | 伊予北條、松山、伊予市方向 |

## 歷史
- 1924年12月1日：鐵道省讚豫線由今治站伸延至伊豫大井站，本站作為中途站，開業[5]。
- 1987年4月1日：日本國鐵分割民營化，車站經營權由JR四國繼承。

## 相鄰車站
四國旅客鐵道（JR四國）
■予讚線
今治（Y40）－波止濱（Y41）－波方（Y42）

## 外部連結
- JR四國波止濱站發車時間 （页面存档备份，存于）